# Avril 2004

## Actualités du mois

### Jeudi1eravril2004
- Allemagne : un train à grande vitesse ICE effectuant la liaison Dortmund-Bâle a déraillé à 15 km de la ville suisse après avoir heurté un tracteur renversé sur la voie. Trois blessés sont à déplorer.
- Europe : le rapprochement des compagnies aériennes Air France et KLM a obtenu le feu vert des autorités européennes, ce qui va permettre le déclenchement d'une guerre commerciale de la compagnie française contre la compagnie allemande Lufthansa.
- Irak : un Français d'origine maghrébine, Faras Howeini, né en 1984, est arrêté par la police irakienne à Mossoul. Il est accusé de complicité dans l'assassinat d'un officier de police et dans un braquage contre une banque.
- Israël : à Jérusalem-Est, durant la nuit, un groupe de juifs ultra-orthodoxes armés ont pris d'assaut un bâtiment nouvellement bâti dans un quartier arabe de la ville. Des juifs d'origine yéménite y ont été installés. Bien qu'en grande partie inoccupé, l'immeuble a été vidé de ses habitants précédents.
- Québec : premier mariage homosexuel au Québec. Après cinq années d'un combat juridique qui leur aura coûté quelques centaines de milliers de dollars en frais d'avocats, Michael Hendricks et René Lebœuf se sont mariés.

### Vendredi2 avril 2004
- Espagne : une bombe placée sous la voie d'une ligne à grande vitesse a été désamorcée.
- Espagne : c'est aujourd'hui que le socialiste José Luis Rodríguez Zapatero prend la tête du gouvernement espagnol avec une équipe paritaire composée de huit femmes et huit hommes.
- France : l'humoriste Dieudonné risque d'être condamné à Paris par le tribunal correctionnel à payer une amende de 10 000 € pour « diffamation à caractère racial ». Le jugement a été mis en délibéré au 27 mai. (Article sur NouvelObs).
- France : Jean-Marie Le Pen a été condamné à 10 000 € d'amende par le tribunal correctionnel de Paris pour « incitation à la haine raciale » plus 5 000 € de dommages-intérêts à la Ligue des droits de l'Homme (LDH) et à la Ligue internationale contre le racisme et l'antisémitisme (LICRA) (Article sur NouvelObs).

### Samedi3 avril 2004
- Slovaquie : premier tour de l'élection présidentielle. Les nationalistes de Vladimír Mečiar sont en tête.
- Canada : la société aérienne Air Canada connaît de sérieuses difficultés financières pouvant mener à la fermeture et à la faillite du principal transporteur aérien du Canada. (Article de la Presse Canadienne sur LCN)
- Espagne : opération anti-terroriste. Le ministre espagnol de l'intérieur Ángel Acebes, a annoncé qu'un policier et trois suspects d'origine arabe sont morts samedi soir lors d'une opération de police dans la banlieue de Madrid liée aux attentats du 11 mars. (Article de l'Agence France-Presse sur Cyberpresse.ca) et Topo sur Radio-Canada.ca).

### Dimanche4 avril 2004
- Sri Lanka : élections législatives. Le parti de la présidente Chandrika Kumaratunga sort grand gagnant des élections de dimanche avec 105 des 250 sièges au parlement. Le parti du premier ministre Ranil Wickremesinghe essuie une cuisante défaite en ne faisait élire que 82 de ses candidats.
- Irak : à Bagdad sept soldats américains ont été tués dans des combats les opposants aux milices du chef radical Moqtada al-Sadr. (Radio-Canada.ca). (Associated Press sur Cyberpresse.ca).
- Canada : premier mariage homosexuel dans les Forces Armées.
- Irak-É.-U. : le doute plane sur le transfert de souveraineté en Irak qui est prévu pour le 30 juin 2004. Le sénateur de l'Indiana Richard Lugar (républicain), président de la commission sénatoriale des relations extérieures, estime que ce transfert pourrait être reporté.
- Espagne : le ministre de l'intérieur espagnol a confirmé que le cerveau des attentats du 11 mars à Madrid, Serhane ben Abdelmadjid Farkhet, s'est fait exploser samedi dans un immeuble de la banlieue de la capitale. (Radio-Canada.ca). Par ailleurs, une cinquième victime, non-encore identifiée, a été découverte dans les décombres. (lcn.canoe.com).
- Bahreïn : Michael Schumacher a remporté le premier Grand Prix de Bahreïn. (Radio-Canada.ca)
- Irak : les forces espagnoles de la coalition ont ouvert le feu lors d'une manifestation de plusieurs milliers de personnes devant leur caserne dans la ville sainte chiite de Nadjaf. Le dernier bilan (17:00 h UTC) fait état de 24 morts et de 200 blessés (Radio-Canada.ca).
- Amérique du Nord : à 2 heures du matin, heure locale, la plupart des provinces du Canada et la plupart des États des États-Unis sont passés à l'heure d'été. Une seconde après 1 h 59 min 59 s, il fut 3 h 00 min 00 s.
- Formule 1 : Grand Prix automobile de Bahreïn.

### Lundi5 avril 2004
- France : Selon la ligue pour la protection des oiseaux (LPO), les oiseaux migrateurs (hirondelles sub-saharienne, fauvettes et milans) seraient en avance de quelque deux à trois semaines sur le calendrier des migrations du printemps, annonçant peut être un nouvel été caniculaire. Ce retour précoce signifie aussi une mortalité accrue chez les oisillons migrateurs. Arrivés plutôt que l’éclosion de leurs insectes préférés, les jeunes oiseaux n’arrivent pas à se nourrir à leur faim.
- Union européenne :
  - 8 pays, dont La France et l'Allemagne, viennent d'être rappelé à l'ordre pour non-respect de la législation européenne sur les essences et carburants diesel à faible teneur en soufre, en ne respectant pas la date buttoir du 30 juin 2003 pour appliquer la législation européenne dont le but est d'abaisser à 10 mg/kg la teneur en soufre des carburants.
  - D'autre part, le Royaume-Uni, la Belgique et le Luxembourg sont accusés d'infractions aux règles sur la protection de la couche d'ozone. Ces pays « ne respectent pas certaines dispositions précises visant à limiter l'utilisation et les émissions de substances chimiques qui appauvrissent la couche d'ozone ».
- Voile : l'Américain Steve Fossett, son équipage de douze marins (dont une femme) et son catamaran géant Cheyenne ont établi un nouveau record du tour du monde en équipages : 58 jours, 9 heures, 32 minutes, 45 secondes. Soit près de 6 jours de mieux que Bruno Peyron et son Orange au printemps 2002. Cheyenne devient le premier bateau à boucler le voyage planétaire en moins de 60 jours.
- France : visite d'État de la reine Élisabeth II pour le centenaire de l'Entente cordiale. Elle est arrivée à Paris en Eurostar (Gare du Nord). Elle se rendra ensuite à Toulouse, au siège d'Airbus. La France est le pays ayant reçu le plus de visite d'État du souverain britannique : 4 visites, la dernière datant de 1992.
- Québec : incendie criminel raciste dans une école juive de Montréal (radio-canada.ca).
- Irak : les forces américaines ont lancé une attaque contre des rebelles chiites à Bagdad et des sunnites à Falloujah. (Texte de l'AFP sur Cyberpresse.ca et  lcn). Par ailleurs, l'administrateur américain en Irak Paul Bremer déclare l'imam Moqtada al-Sadr « hors-la-loi ». Un juge irakien a lancé un mandat pour meurtre à l'encontre de l'imam (lcn).

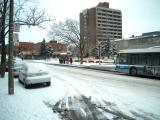
Montréal sous la neige le 5 avril 2004

- Montréal sous la neige le 5 avril 2004Québec : retour intempestif de l'hiver, de 3 à 5 cm de neige sont tombés la nuit dernière et cela crée des conditions routières assez difficiles. Après quelques jours de climat printanier, l'adage voulant qu'en avril on ne se découvre d'un fil s'est brutalement rappelé à la population québécoise. (lcn)
- Népal : attaque des rebelles maoïstes contre un poste de police. 9 policiers tués.
- Indonésie : ouverture des bureaux de vote. Les Indonésiens choisissent les 550 membres de la Chambre des représentants, élisent pour la première fois les membres de la Chambre des régions nouvellement créée et élisent les titulaires de plusieurs postes électifs locaux. Plus de 147 millions d'électeurs sont inscrits sur les listes électorales. Il y a un peu plus de 595 000 sections de votation dans le pays. (Source : Cyberpresse.ca).
- Mexique : des inondations à Piedras Negras (État de Coahuila). Bilan : plus de 30 morts, 40 disparus et plus de 4 000 personnes ont subi des dommages dans leurs habitations.

### Mardi6 avril 2004
- États-Unis : le train Amtrak qui assure la liaison entre les villes de La Nouvelle-Orléans (Louisiane) et Chicago (Illinois) a déraillé dans l'État du Mississippi. On relève 65 blessés légers, deux blessés dans un état critique et au moins un mort. (radio-canada.ca).
- Irak - États-Unis : Donald Rumsfeld, le secrétaires aux armées des États-Unis annonce des arrestations à Falloujah en Irak où quatre supplétifs civils américains sont morts dans des conditions horribles le 31 mars dernier.(cyberpresse.ca).
- Canada : Jean Pelletier, l'ancien chef de cabinet de l'ex-premier ministre Jean Chrétien nie l'existence d'une direction politique dans le scandale des commandites (cyberpresse.ca).
- Lituanie : le parlement destitue le président Rolandas Paksas (cyberpresse.ca).
- Irak - États-Unis : une enquête d'opinion conduite aux États-Unis montre que 53 % de la population américaine désapprouve la politique de l'administration Bush en Irak. La popularité du président à ce chapitre est en net recul par rapport au mois de janvier où seulement 37 % des répondants désapprouvaient la politique étrangère de leur gouvernement (Agence France-Presse sur Cyberpresse.ca).
- Afghanistan et Pakistan : un séisme puissant secoue l'Afghanistan et le Pakistan (Associated Press sur Cyberpresse.ca).

### Mercredi7 avril 2004
- France : chacun de leur côté, Alain Juppé, président de l'UMP, et Michel Barnier, ministre des Affaires étrangères, semblent fermer la porte à une éventuelle entrée de la Turquie, à court ou moyen terme, dans l'Union européenne. Cette perspective était pourtant vivement encouragée, il y a un mois encore, par le Président de la République Jacques Chirac, réputé proche des deux hommes.
- À Falloujah, les Marines bombardent une mosquée à l'aide de missiles et tuent 40 personnes. On compte au moins 60 irakiens tués depuis le début de l'opération militaire visant à retrouver les auteurs de l'attentat de 31 mars (lcn).
- Un commandant américain confirme la mort de 12 marines à Rimaldi.
- Un hélicoptère des forces américaines est abattu par la résistance près de Baqouba.
- La coalition s'attaque à deux fronts : la résistance sunnite et la rébellion chiite de Moqtada al-Sadr. (Analyse sur radio-canada.ca)
- L'imam Moqtada al-Sadr menace les Américains d'un «nouveau Viêt Nam».
- Le premier ministre britannique Tony Blair en visite aux États-Unis et à l'ONU la semaine prochaine pour faire le point sur l'Irak.
- États-Unis : représentés par le groupe de défense des droits civils ACLU, le représentant à la chambre de l'État de New York Daniel O'Donnel, son ami et douze autres couples homosexuels ont entrepris une poursuite contre l'État visant l'annulation de la loi définissant le mariage comme étant l'union d'un homme et d'une femme.
- France : l'avion d'Antoine de Saint-Exupéry retrouvé en rade de Marseille (nouvelobs.com).
- Rwanda : il y a dix ans aujourd'hui débutait le génocide qui fit, selon l'ONU, plus de 800 000 victimes (cyberpresse.ca). Par ailleurs, le général canadien Roméo Dallaire déclare que la communauté internationale est « criminellement responsable » (AFP dans Jeune Afrique et Reuters dans le Devoir). De plus, le président ruandais, Paul Kagame a accusé la France d'avoir protégé les tueurs sans aider les victimes. Piqué au vif par de tels propos, le secrétaire d'État aux affaires étrangères de France, Renaud Muselier écourte son séjour à Kigali.
- Irak - États-Unis : Violents combats à Nadjaf. 66 irakiens, 13 militaires américains et un soldat ukrainien tués (lcn).

### Jeudi8 avril 2004
- Irak : l'ayatollah Ali Sistani a publié une fatwa dans laquelle il demande de « régler les problèmes en Irak de manière pacifique afin d'éviter davantage de chaos et d'effusion de sang ». Ce dignitaire chiite d'Irak demande d'« éviter toute action de nature à entraîner une escalade de la violence ».
- Algérie : les Algériens votent aujourd'hui pour élire leur président alors qu'en Kabylie l'opposition à la tenue du scrutin s'exprime de manière violente (radio-canada.ca et AFP sur cyberpresse.ca).
- Brésil : vingt-trois mille kilomètres carrés détruits en une année, inquiétude pour la forêt amazonienne (AP sur cyberpresse.ca).
- États-Unis, New York : Times Square a 100 ans aujourd'hui (lcn).
- Europe : la commission européenne donne son accord à l'alliance entre Air France et Alitalia.
- Afghanistan : des combats ont éclaté entre des factions dans le nord de l'Afghanistan provoquant l'envoi de quelque 750 soldats de l'armée nationale (radio-canada.ca).
- France : une proposition de loi visant à rétablir la peine de mort pour les auteurs d'actes de terrorisme est présentée à l'Assemblée nationale (www.assemblee-nat.fr). L'ordre du jour des assemblées étant fixé par le Gouvernement, il est toutefois probable que cette proposition ne sera pas discutée en séance publique tant que Jacques Chirac sera président de la République (que le gouvernement soit « proche » de lui ou qu'il s'agisse d'un nouveau gouvernement de gauche).

### Vendredi9 avril 2004
- États-Unis : les sondages électoraux pour la présidentielle de novembre montre que les deux candidats sont quasiment à égalité (AP sur cyberpresse).
- France : retour à la normale sur le RER. La menace d'attentats a causé la fermeture temporaire de la ligne A jeudi soir. Cette fermeture faisait suite à l'annonce par la branche espagnole de la CIA, du risque d'un attentat sur la « ligne rouge » du RER. Aucun explosif n'a été trouvé.
- Algérie : Abdelaziz Bouteflika a été réélu avec plus de 83 % des voix, malgré des rumeurs de fraudes à l'élection présidentielle. La mission de l'OSCE n'en a pas constaté (libération.fr).
- États-Unis : la conseillère à la sécurité du président George W. Bush, Condoleezza Rice, témoigne sous serment devant la commission d'enquête sur les attentats du 11 septembre 2001 (radio-canada.ca).
- Cachemire : une attaque à la grenade fait neuf morts (lcn).
- Sri Lanka : affrontements entre rebelles tamouls (AP sur cyberpresse.ca et AP sur edicom).
- Soudan : cessez-le-feu entre le gouvernement et les rebelles dans la région du Darfour.
- Royaume-Uni : le controversé maire de Londres Ken « Le Rouge » Livingstone, a déclaré dans une entrevue rêver du jour où les membres de la famille royale saoudienne seront « pendus à des lampadaires ».

### Samedi10 avril 2004
- Chiisme : c'est la fête de l'Arbaïn. Plus d'un million de chiites descendent dans la rue en Irak.
- Russie : un coup de grisou dans une mine de Sibérie, à Osinniki dans le bassin du Kouzbass, a fait au moins 44 morts et 3 disparus.
- France : Sandro homme lance sa première pièce de collection. Un bel avenir s'annonce pour la nouvelle marque de prêt-à-porter masculin.

### Dimanche11 avril 2004
- Cyclisme : le suédois Magnus Bäckstedt a remporté le Paris-Roubaix
- Pérou : à la suite de deux glissements de terrain, six personnes ont trouvé la mort à Aguas Calientes. Il y a 5 disparus et 6 blessés ; de plus, 1 600 touristes sont bloqués sur le site de Machu Picchu, accessible seulement depuis cette ville ; un pont aérien a été mis en place pour les évacuer.
- Russie : au Daghestan, le hollandais Arjan Erkel, délégué de Médecins sans frontières suisse a été libéré après plus de 600 jours de captivité.
- Tennis : la France a battu la Suisse trois matchs à deux. Elle sera opposée en demi-finale de la Coupe Davis à l'Espagne.
- Golf : le golfeur américain Phil Mickelson remporte le 68e Tournoi des Maîtres à Augusta Géorgie

### Mardi13 avril 2004
- Russie : coup de grisou en Sibérie. 72 heures après la catastrophe, le bilan s'élève à 45 mineurs tués. (radio-canada.ca)
- États-Unis : John Kerry mène par 7 points devant son adversaire George W. Bush selon le magazine « Newsweek » (radio-canada.ca).
- Afghanistan : un ancien premier ministre afghan appelle la population de son pays à suivre l'exemple irakien et à entrer en révolte. (lcn).
- Inde : une bousculade à l'occasion d'une fête fait 21 morts (lcn).
- Espagne : attentats de Madrid. Un dix-huitième suspect placé en détention (le monde).

### Mercredi14 avril 2004
- première escale continentale du Queen Mary 2, à Cherbourg

### Vendredi16 avril 2004
- France : à la suite de la perquisition dans le bureau de son avocat à Bastia, Jean-Guy Talamoni le président du groupe Unione Naziunale à l'assemblée de Corse a été arrêté et mis en garde à vue dans la brigade financière à Paris.

### Samedi17 avril 2004
- Proche-Orient : conflit israélo-arabe
  - Le chef du Hamas Abdel Aziz al-Rantissi a été tué par un missile israélien
  - Un policier israélien des frontières (douanier) a été tué dans l'explosion d'un kamikaze au carrefour d'Erez dans le nord de Gaza. Le Hamas et le Fatah revendique l'attentat.

### Dimanche18 avril 2004
- France : le nationaliste Jean-Guy Talamoni, président du groupe Unione Naziunale à l'assemblée de Corse a été laissé en liberté sous contrôle judiciaire par le juge Philippe Courroye dans l'enquête visant le nationaliste Charles Pieri. Il avait été mis en examen pour « extorsion de fonds en relation avec une entreprise terroriste ».
- France : l'USVO de Valenciennes est devenue championne d'Europe de basket-ball en battant le club polonais de Gdynia sur un score de 93 à 69.

### Lundi19 avril 2004
- Buenos Aires : l'ancien footballeur argentin Diego Maradona a été victime d'un grave accident cardiaque. Il est actuellement hospitalisé dans un état critique.
- Madrid : le Premier ministre espagnol José Luis Rodríguez Zapatero annonce que les troupes espagnoles seront retirées d'Irak dans les 50 prochains jours, conformément à ses promesses électorales. À la suite de cela, le président Américain George W. Bush a fait part de ses regrets face à un départ si précipité.
- France : 18e Nuit des Molières, expédiée en quelques minutes en raison d'une grève des intermittents du spectacle. La pièce du secteur privé L'hiver sous la table a été distinguée par l'obtention de 6 récompenses.

### Mardi20 avril 2004
- Après l'Espagne, le Honduras décide de retirer dans le meilleur délai possible ses militaires envoyés en Irak dans le cadre de la coalition dirigée par les États-Unis.
- En Inde, début des élections législatives (étalées sur trois semaines). Le Parti du peuple indien (BJP), du Premier ministre sortant, Atal Bihari Vajpayee est donné jusqu'à présent grand favori de ces élections, face au Parti du Congrès, mené par Sonia Gandhi, veuve et bru des anciens Premiers ministres assassinés Rajiv Gandhi et Indira Gandhi.
- Libération programmée de l'ancien espion israélien Mordechai Vanunu qui a révélé l'existence d'un arsenal nucléaire israélien.
- Royaume-Uni : Tony Blair a décidé d'utiliser la voie du référendum pour ratifier le projet de constitution européenne. Il s'agit d'un revirement, Tony Blair ayant déjà déclaré par le passé qu'il n'y aurait pas de référendum.
- Espace : lancement avec succès de la sonde spatiale Gravity Probe qui devrait confirmer ou infirmer la théorie de la relativité générale élaborée par Albert Einstein quatre-vingt-dix ans plus tôt. (Article.)

### Mercredi21 avril 2004
- France : soixantième anniversaire de l'ordonnance du 21 avril 1944 organisant les pouvoirs publics en France après la Libération, prise par le Comité de libération nationale, présidé par le général de Gaulle et siégeant à Alger. Entre autres dispositions, cette ordonnance, dans son article 17, prévoit d'instituer les droits de vote et d'éligibilité des femmes. Ce texte fait suite à l'adoption, le 24 mars précédent, d'un amendement en ce sens par l'Assemblée consultative provisoire. La première participation des femmes à des élections aura lieu le 29 avril 1945 à l'occasion du premier tour des élections municipales. Le principe ne deviendra toutefois intangible qu'après avoir été inscrit dans le marbre de la constitution du 27 octobre 1946 (Préambule et Article 4).
- France : décision d'expulsion immédiate du territoire français de l'imam de Vénissieux Abdelkader Bouziane, pour avoir tenu des propos extrémistes sur les femmes et l'Islam.

### Jeudi22 avril 2004
- Corée du Nord : catastrophe ferroviaire à 13 heures locales (4 heures GMT). Deux trains transportant du pétrole et du gaz de pétrole liquéfié (GPL) sont entrés en collision et ont explosé. Le bilan pourrait s'établir à trois mille victimes, selon la chaîne d'informations sud-coréenne YTN. L'explosion s'est produite à Ryongchon (à 20 kilomètres de la frontière chinoise). Article sur LCI.

### Vendredi23 avril 2004
- France, Lorraine : fermeture  de la dernière mine de charbon française. C'est la fin d'un processus de désengagement engagé depuis 1960, le prix de production du minerai étant depuis systématiquement supérieur au prix de vente.
- France : Dominique Ambiel, conseiller de Jean-Pierre Raffarin, a donné sa démission à la suite de son interpellation en compagnie d'une prostituée mineure. Il est poursuivi pour outrage à agent et liaison avec une prostituée mineure.
- Corée du Nord : les premiers bilans à la suite de la catastrophe ferroviaire d'hier font état de cent cinquante morts et plus de mille blessés. Plus de huit mille logements ont été détruits autour de la gare de Ryongchon. Il est pour le moment impossible d'avoir des informations précises. La teneur des matières ayant provoqué l'explosion est à cette heure encore inconnue de même que les circonstances précises de cette explosion.

### Samedi24 avril 2004
- Chypre : le plan présenté par le secrétaire général des Nations unies visant à réunifier l'île a été fortement rejeté à 75,83 % par les électeurs chypriotes grecs. Les chypriotes turcs ont par contre voté pour à 64,9 %. Chypre est séparée en deux depuis l'invasion turque de 1974, en réponse à un coup d'État voulant rattacher l'île à la dictature des colonels grecque. Ce résultat implique que seule la partie sud de l'île intégrera l'Union européenne le 1er mai prochain. La communauté internationale regrette unanimement cet échec, qui était pourtant prévisible du fait du déséquilibre ressenti par la population grecque en leur défaveur. La volonté d'ouverture exprimée par la population turque de l'île pourrait mener à une reconnaissance de la RTCN (actuellement reconnue par la seule Turquie) par la communauté internationale.
- Corée du Nord : les trains transportaient pour l'un des hydrocarbures et, pour l'autre, du nitrate d'ammonium (engrais). Selon la Croix-Rouge, il y aurait 154 morts et plus de 1 300 blessés.

### Dimanche25 avril 2004
- Autriche : élection présidentielle, pour élire le successeur du président Thomas Klestil, lequel ne pouvait, constitutionnellement, se présenter pour un troisième mandat. Le choix est entre l'ancien vice-président du Parlement Heinz Fischer (SPÖ, socialiste) et l'actuelle ministre des Affaires étrangères, Benita Ferrero-Waldner (ÖVP, conservateur). Le poste de Président de la République est essentiellement honorifique, la réalité du pouvoir étant assurée par le chancelier fédéral, actuellement Wolfgang Schüssel (ÖVP, conservateur).
Selon les résultats définitifs annoncés lundi 26 avril, le candidat socialiste Heinz Fischer l'aurait emporté par environ 53 % des suffrages (contre 47 % pour la candidate conservatrice), et semble donc assuré de succéder prochainement au président Klestil.
- Royaume-Uni : selon un sondage d'opinion, si le référendum sur la constitution européenne, voulu par le Premier ministre Tony Blair, était organisé maintenant, le projet de constitution serait rejeté dans une proportion de 68 % des suffrages exprimés, impliquant à terme, selon l'estimation de Chris Patten, commissaire européen nommé par le gouvernement britannique, une inévitable sortie du Royaume-Uni de l'Union européenne. Rappel (1) : Tony Blair n'envisage pas l'organisation de ce référendum avant les élections législatives britanniques (lesquelles doivent intervenir au plus tard à la fin du printemps 2005). Rappel (2) : en théorie, le rejet du projet de constitution par un seul des 25 États membres est censé en faire capoter l'adoption dans l'ensemble de l'Union. L'histoire récente montre toutefois que les dirigeants européens n'hésitent pas à contourner cet usage par l'organisation de nouveaux référendums (Danemark, etc.).
- Saint-Marin : en Formule 1, Michael Schumacher a remporté le grand prix d'Imola devant Jenson Button et Juan Pablo Montoya.
- France : en tennis, l'équipe féminine de tennis s'est qualifiée pour le deuxième tour de la Fed Cup en battant l'Allemagne 5 points (matches) à 0.
- Chine : le gouvernement chinois annonce qu'il y aurait cinq nouveau cas de SRAS après que deux cas se sont avérés et qu'une personne est morte le 19 avril dernier. Contrairement à l'année dernière[Quand ?], la Chine joue la carte de la transparence (ce qui pourrait éviter l'épidémie de l'année dernière[Quand ?]).
- Le conseil de surveillance d'Aventis se déclare favorable à l'offre de rachat de Sanofi-Synthélabo, écartant ainsi la proposition du groupe suisse Novartis.
- France : Jacques Rouxel, le créateur des Shadoks, est décédé à Paris à l'âge de 73 ans « des suites d'une longue maladie ». Son Shadok a cessé de pomper.

### Lundi26 avril 2004
- Ukraine : commémoration de l'explosion de la centrale nucléaire de Tchernobyl, survenue il y a 18 ans près de Kiev.

### Mardi27 avril 2004
- Afrique du Sud : les Sud-Africains fêtent aujourd'hui le dixième anniversaire de la démocratie en Afrique du Sud ainsi que la fin de l'apartheid. En effet, le 27 avril 1994, des millions de Sud-Africains ont voté, pour les premières élections démocratiques et multiraciales de leur histoire, en portant au pouvoir Nelson Mandela (qui était présent à cette commémoration ainsi que Frederik de Klerk et une cinquantaine de chefs d'État et de gouvernement, en majorité Africains).
- Espagne : la région de l'Estrémadure a été primé par l'Europe (prix européen pour l'innovation) pour avoir choisi comme système d'exploitation Linux(GNU-Linux) a la place de Windows sur les ordinateurs publics. Selon Juan Carlos Rodríguez Ibarra (le président de l'Estrémadure), « cette récompense est une consécration pour le projet et un pari sur l'audace, l'imagination et la jeunesse ». Et pour la communauté du Libre, c'est une nouvelle victoire.

### Mercredi28 avril 2004
- Internet : ouverture de WikiP2P, le premier centre documentaire francophone du Peer-to-Peer (P2P).
- Thaïlande : les combats entre les forces de l'ordre et les séparatistes musulmans (contrairement aux affirmations officielles, les adolescents n'avaient pour armes, que quelques machettes et quelques fusils) ont fait près de 95 morts dans le sud du pays (estimation officielle). Depuis janvier de cette année, des affrontements se déroulent dans cette province sous-développée, dans laquelle sont actifs des islamistes radicaux réclamant son autonomie.
- France : l'alpiniste français Patrick Berhault est mort aujourd'hui dans les alpes suisses alors qu'il essayait selon ses propos « Gravir tous les 4 000 sommets des Alpes, ça a été le fantasme de certains alpinistes sur une vie. Avec Philippe, on avait envie de vivre ça en un seul voyage ». Ils étaient partis le 1er mars dernier pour en gravir 82 d'affilée et à 11h20, il a fait une chute alors qu'ils marchaient sur une corniche qui s'est effondrée sous son poids. Ils étaient en train d'arriver au 66e sommet (le Dom des Mischabel (4 545 m, situé en Suisse)). Il était aussi professeur à l'École nationale de ski et d'alpinisme de Chamonix.

### Jeudi29 avril 2004
- France : l'ancienne base aérienne de Chambley (Moselle) se prépare à accueillir, à partir d'aujourd'hui et jusqu'à dimanche, entre 40 000 et 100 000 raveurs pour le grand festival de musique Teknival qui s'étendra sur 250 hectares.
 Pas moins de 600 gendarmes sont mobilisés pour sécuriser le désormais traditionnel Teknival du 1er mai, rassemblement musical encadré, qui l'année passé s'était déroulé à Marigny-le-Grand (Marne). Tout est prêt ; tentes de secours, toilettes, robinets et bennes à ordures (le collectif organisateur des « sound-system » reversera ensuite à l'État une compensation pour les frais engagés).
- Mali : Ousmane Issoufi Maïga devient premier ministre. Il remplace Ahmed Mohamed ag Hamani.

### Vendredi30 avril 2004
- Europe : à partir de minuit, l'Union européenne compte désormais dix nouveaux pays :
  - Pologne,
  - Hongrie,
  - République tchèque,
  - Slovaquie,
  - Slovénie,
  - Lituanie,
  - Lettonie,
  - Estonie,
  - Malte,
  - la partie grecque de Chypre

- qui s'ajoutent aux quinze pays déjà membres :
  - Allemagne,
  - Autriche,
  - Belgique,
  - Danemark,
  - Espagne,
  - France,
  - Finlande,
  - Grèce,
  - Irlande,
  - Italie,
  - Luxembourg,
  - Pays-Bas,
  - Portugal,
  - Royaume-Uni,
  - Suède.